# Herbert Jantzen

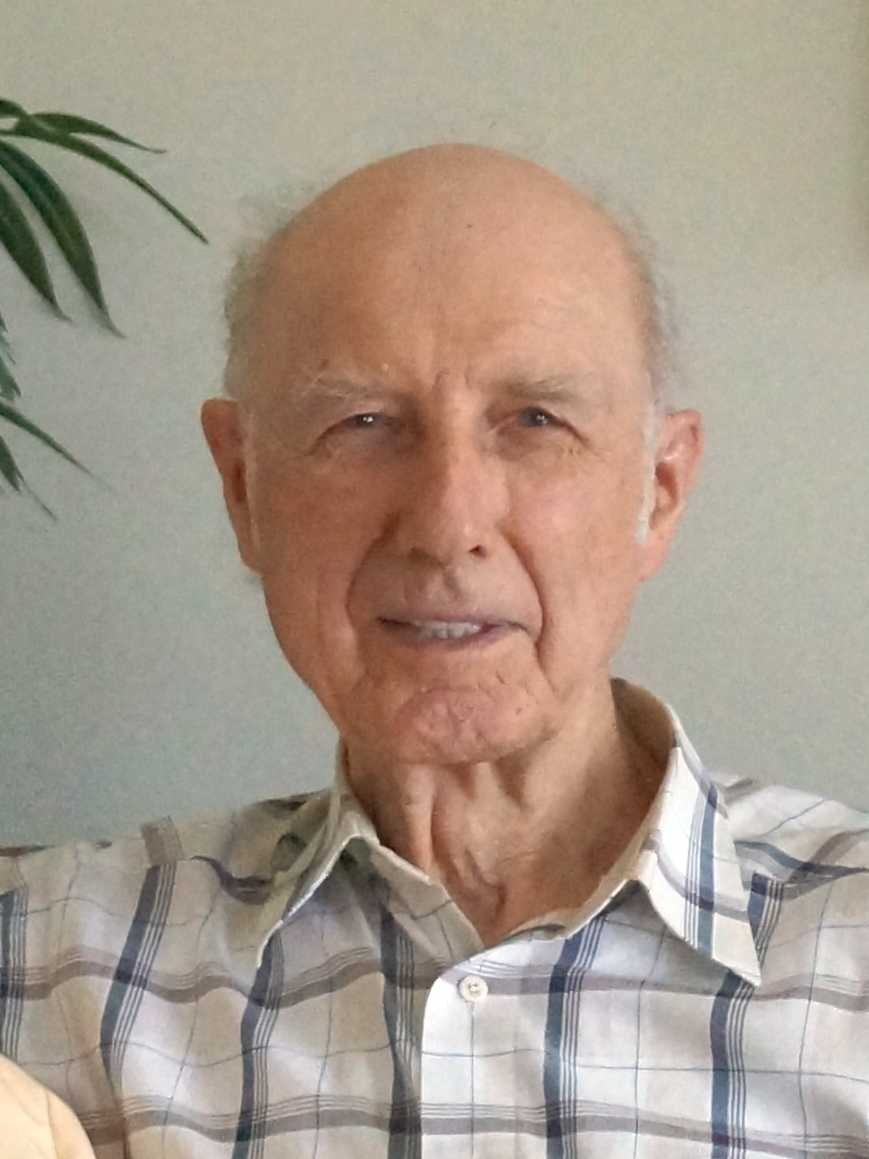
Herbert Jantzen 2013

Herbert John Jantzen (* 12. September 1922 in Hepburn, Saskatchewan; † 2. Februar 2022 in Glenmore Lodge in Kelowna, BC) war ein deutsch-kanadischer evangelikaler Theologe. Er erstellte zusammen mit Thomas Jettel „Die Bibel in deutscher Fassung“. Jantzen ist der Verfasser einer achtbändigen Schriftenreihe: „Die Hauptlehren der Heiligen Schrift“.

## Leben
Jantzen studierte am Canadian Mennonite Bible College in Winnipeg Theologie und Erziehungswissenschaften. Danach wirkte er von 1951 bis 1954 als Bibelschullehrer, Evangelist und Pastor in kanadischen Gemeinden.
1954 kam er nach Europa. Dort war Jantzen in den Niederlanden, in Deutschland und in der Schweiz als Reiseprediger unterwegs. 1971–1981 war er Professor für Dogmatik an der Freien Evangelisch-Theologischen Akademie Basel. Anschließend unterrichtete er gastweise an der Freien Theologischen Akademie Gießen sowie an verschiedenen Bibelschulen. 1999 kehrte er nach Kanada zurück.

## Werke

### Briefe des Neuen Testamentes
Seine 1999 veröffentlichte Übersetzung der Briefe des Neuen Testamentes basiert auf dem Textus Receptus in der Ausgabe des französischen Verlegers Robert Estienne von 1550. Aufgrund seines Bibelverständnisses war Jantzen in der Tradition konkordanter Übersetzungen bemüht, „die bedeutenderen Begriffe mehr oder weniger konstant wiederzugeben.“

### Das Neue Testament in deutscher Fassung
Jantzens Übersetzung des gesamten Neuen Testamentes erschien im April 2007; auch sie folgte wiederum dem Textus Receptus von 1550. Mit der Übersetzung verband er Hinweise auf Parallelstellen, Fußnoten, ein Begriffsverzeichnis und einen Übersetzungskommentar. Die Übersetzung solle dem Leser auf die Frage „Was steht denn eigentlich geschrieben?“ möglichst Antwort geben.

### Die Bibel in deutscher Fassung
Die Gesamtausgabe (AT und NT) erschien 2022 in enger Zusammenarbeit mit Thomas Jettel. Entgegen den vorhergehenden Veröffentlichungen des Neuen Testaments entschied man sich als Textgrundlage den byzantinischen Mehrheitstext nach Robinson-Pierpont (Ausgabe 2018) zu verwenden. Die Übersetzungskommentare und Worterklärungen von Jantzen und Jettel wurden separat in einem Ergänzungsband veröffentlicht.

### Die Hauptlehren der Heiligen Schrift
Die Hauptlehren der Heiligen Schrift legte Jantzen in mehreren Bänden vor:
- Band 1: Einführung in die Glaubenslehre, ISBN 3-931346-11-0
- Band 2: Die Lehre von Gott, ISBN 3-931346-12-9
- Band 3: Die Lehre von Christus, ISBN 978-3-946449-41-6
- Band 4a: Die Lehre vom Göttlichen Geist, ISBN 3-931346-14-5
- Band 4b: Die Lehre von den geschaffenen Geistern
- Band 5: Die Lehre vom Menschen, ISBN 978-3-946449-42-3
- Band 6: Die Lehre vom Heil
- Band 7: Die Lehre von der Gemeinde, ISBN 978-3-937032-33-7 (Band 7a) und ISBN 978-3-937032-49-8 (Band 7b)
- Band 8: Die Lehre von den zukünftigen Dingen

### Weitere Werke
- Der Christ und die Welt (Missionswerk Friedensbote e.V., 2009)
- Die Kraft Gottes im Leben des Christen (Samenkorn, 2017)